# Caleb Agada
Caleb Apochi Agada (Burlington (Ontario), 31 de agosto de 1993) es un baloncestista canadiense con nacionalidad nigeriana que juega en el Hiopos Lleida de la Liga Endesa. Con una altura de 1,93 metros su posición en la cancha es la de escolta.

## Trayectoria
Es un jugador formado en los Ottawa Gee-Gees, donde jugaría desde 2013 hasta 2017.
En las dos últimas temporadas como universitario fue designado mejor defensor del año de la liga universitaria. También sería el tercer mejor ladrón de la competición, con 49 recuperaciones. Caleb Agada también ayudó en el rebote, con 6,4 capturas por partido debido a su potencia física.
En 2017, tras no ser drafteado el ala-pívot firma por el CB Prat de la Liga LEB Oro, siendo la temporada 2017-18 la primera como profesional. Tras la buena temporada en el Prat, ficha por el Club Melilla Baloncesto, de la misma liga que su anterior equipo (LEB Oro).
En mayo de 2020, firma con el Hapoel Be'er Sheva B.C. de la Ligat Winner.
En agosto de 2021, firma por el Melbourne United de la National Basketball League (Australia).
El 10 de julio de 2022 fichó por el BC Prometey de la Latvian-Estonian Basketball League.
El 2 de agosto de 2025, fichó por el Hiopos Lleida de la Liga Endesa.

## Selección nacional
En verano de 2021, fue parte de la selección absoluta nigeriana que participó en los Juegos Olímpicos de Tokio 2020, que quedó en décimo lugar.